# Santa María del Campo
Santa María del Campo – gmina w Hiszpanii, w prowincji Burgos, w Kastylii i León, o powierzchni 60,32 km². W 2011 roku gmina liczyła 633 mieszkańców.